# 1st California Infantry
Le 1st Regiment California Volunteer Infantry est un régiment d'infanterie de l'armée de l'Union pendant la guerre de Sécession. Il passe son temps de service dans l'ouest des États-Unis.

## Histoire
La plupart du recrutement du 1st California s'effectue entre août et octobre 1861, avec pour exception la compagnie K, qui est organisée en février 1862. Beaucoup de compagnies sont formées à partir de compagnies de la milice de Californie (en) mises dans leur ensemble au service fédéral, les autres personnes sont prises de la milice. James H. Carleton sert en tant que colonel, Joseph R. West en tant lieutenant-colonel et Edwin A. Rigg (en) comme commandant. Il est placé sous le commandement du département du Pacifique (plus tard il sera placé sous le commandement du département du Nouveau-Mexique). Après il suit quelques entraînements au camp Downy  près d'Oakland et au camp Latham (en) près de Los Angeles.
Les compagnies D, F, et G sont envoyées pour établir et être la garnison du camp Wright en novembre 1861. Des détachements du camp capturent le groupe de Daniel Showalter (en) du 20 au 29 novembre 1861. En décembre 1861, cinq compagnies du régiments sont envoyées au fort Yuma sur le Colorado et les autres vers d'autres postes vers le sud de la Californie .
Le régiment est affecté à une force appelée la colonne de Californie , qui est commandée par Carleton et composée d'un régiment d'infanterie (le 5th) et de parties de deux régiments de cavalerie (le 1st et le 2nd) de volontaires de Californie et une compagnie d'artillerie régulière. La colonne est formée pour repousser l'armée du Nouveau-Mexique confédérée hors de la partie orientale du territoire du Nouveau-Mexique. En raison de problème de ravitaillement, la force ne part pas avant février 1862. Le 1st Infantry participe à la bataille de Picacho Pass (seulement la compagnie I) et à la bataille d'Apache Pass (cette bataille est livrée contre les guerriers Apaches et non les confédérés). Le régiment continue sa marche au travers du territoire du Nouveau-Mexique vers Fort Craig. Picacho Pass est le seul combat contre les forces confédérées, puisqu'ils ont retraité vers le Texas avant que la colonne de Californie atteigne l'est du Nouveau-Mexique et qu'ils ne font aucune tentative pour reprendre le territoire qu'ils ont perdu.
Pendant le reste de la guerre, le 1st California Infantry est engagé dans un service de garnison dispersé dans divers postes du territoire du Nouveau-Mexique et du Texas et combattant les indiens Apaches et Navajos dans ces régions et dans le territoire de l'Utah. L'unité quitte le service actif le 21 octobre 1866.

### Commandants du 1st California Regiment of Infantry
| Grade (USV) | Nom                | Début         | Fin           |
| ----------- | ------------------ | ------------- | ------------- |
| Colonel     | James H. Carleron  | 19 août 1861  | 1er juin 1862 |
| Colonel     | Joseph R. West     | 1er juin 1862 | avril 1864    |
| Colonel     | Edwin A. Rigg (en) | avril 1864    | décembre 1864 |

## Affectation des compagnies
- Quartier général : à camp Union de septembre 1861 à mars 1862 lorsqu'il part pour camp Wright, puis pendant peu de temps aux Drum Barracks avant de rejoindre la marche de la colonne de Californie dans le territoire du Nouveau-Mexique vers le Texas. Là, il occupe Franklin, Texas jusqu'à la libération du régiment en décembre 1864.
- Compagnie A, formée largement d'hommes des California Volunteers de la milice de Californie d'Oroville .
- Compagnie B , formée largement d'homme des Marion Rifles et d'autre compagnies de la milice à San Francisco et d'autres recrutés à camp Latham, près de Los Angeles.
- Compagnie C , formée à partie des Amador Mountaineers , milice de Californie, Jackson.
- Compagnie D , formée à partir des San Jose Volunteers , milice de Californie, San José.
- Compagnie E , formée à partir des Washington Rifles , milice de Californie, Sacramento City et du comté.
- Compagnie F , formée à partir de Sierra Greys , milice de Californie, La Porte.
- Compagnie G , formée à partir de la compagnie H, milice de Californie de Nevada City .
- Compagnie H , formée largement d'hommes de San Francisco.
- Compagnie I , formée largement d'hommes des Marysville Rifles de Marysville.
- Compagnie K , formée largement d'hommes de San Francisco.